# Pentti Saaritsa
Pentti Juhani Saaritsa, född 29 december 1941 i Helsingfors, död där 9 april 2024, var en finländsk författare och översättare. 
Saaritsa var 1965–1967 kulturredaktör vid Suomen Sosialidemokraatti och var dess fri författare. Tidiga resor i revolutionens Latinamerika gav starka impulser till hans författarskap. Den lyriska debuten Pakenevat merkit (1965) har följts av ett 20-tal diktsamlingar, där han utvecklats mot allt större virtuositet. Han började som politiskt engagerad samtidsskildrare, men har efterhand fördjupat sitt personliga språk, präglat av stor musikalitet och aforistisk snärt. Inte minst som kärleksdiktare är han en av sin generations ledande poeter. Till hans främsta samlingar hör Tritonus (1976), Ovi ja tie (1981) och Elävän mieli (1999). Flera samlingsvolymer har utgetts, bland annat  Pohjakosketus. 30 vuotta runoa (1998). Hjärtat, mitt viktigaste slagvapen (1979) innehåller ett urval dikter i svensk tolkning av Claes Andersson. 
Som översättare hör Saaritsa till Finlands främsta, belönad med Mikael Agricola-priset 1976 och 1987. Han har tolkat texter från nio språk och gett verk av författare som Pablo Neruda, Gabriel García Márquez, Anna Achmatova och Fernando Pessoa finsk språkdräkt. En tyngdpunkt i hans översättargärning ligger på tolkningen av finlandssvensk poesi. Till dem Saaritsa lyhört översatt hör Edith Södergran, Bo Carpelan, Lars Huldén och Claes Andersson. Han tilldelades Pro Finlandia-medaljen 2013 och Letterstedtska föreningens nordiska översättarpris 2014, samt Översättarbjörnen 2001.